# Wolfenbütteler Buchspiegel

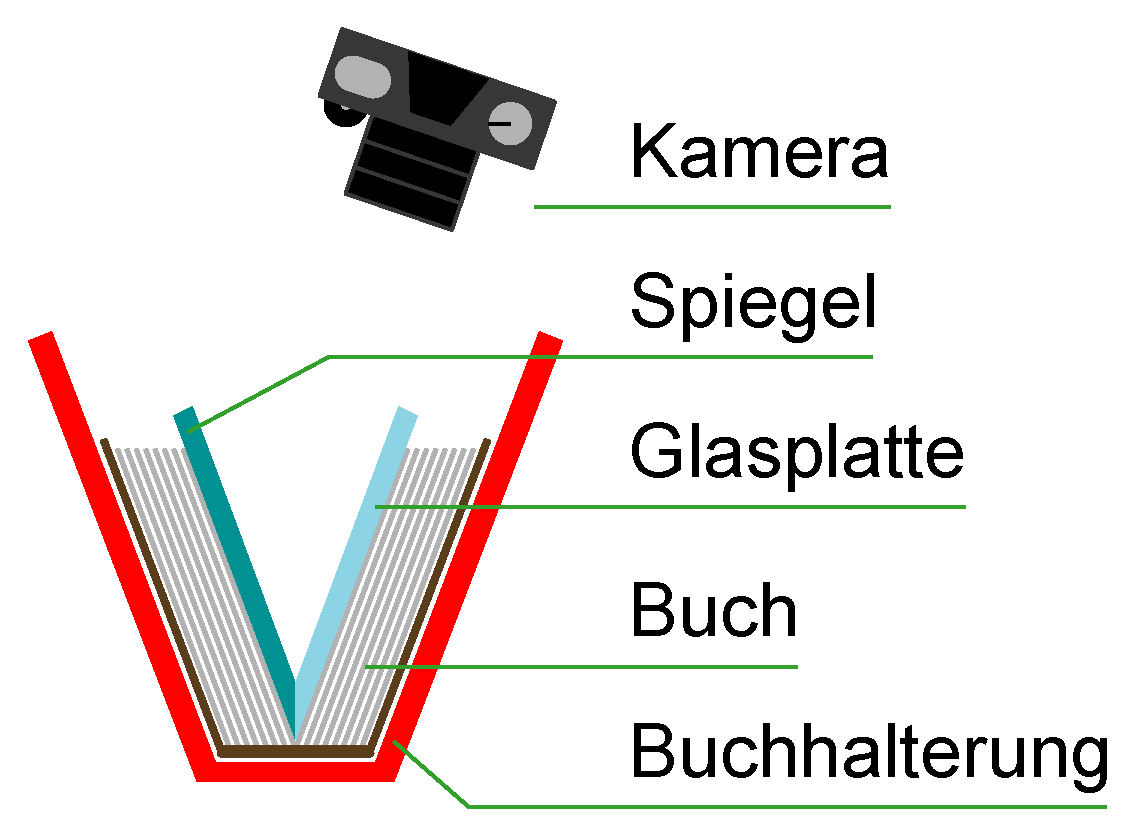
Schematische Darstellung

Der Wolfenbütteler Buchspiegel ist eine Vorrichtung zur Retrodigitalisierung von empfindlichen Büchern wie Inkunabeln und Codices.
Durch einen geringen Öffnungswinkel von 45° wird der Bucheinband bei der Aufnahme im Vergleich mit anderen Geräten wie der Buchwippe, der Buchwiege oder dem Grazer Buchtisch besonders geschont. Der Wolfenbütteler Buchspiegel wurde an der Herzog August Bibliothek in Zusammenarbeit mit den Unternehmen Kaiser Fototechnik und Image Engineering Dietmar Wüller entwickelt. 
Die Basis des Wolfenbütteler Buchspiegel ist eine V-förmige Buchwiege zur Halterung des Buches. Für die Aufnahme wird eine ebenfalls V-förmige Konstruktion aus Glasplatte (zum Glätten der Buchseite) und gegenüberliegendem Spiegel von oben in das geöffnete Buch bewegt. Da der geringe Öffnungswinkel des Buches eine direkte Abnahme des Bildes verhindert, wird das Spiegelbild abgelichtet. Bei digitalen Fotografien oder Scans ist eine anschließende Spiegelung des Digitalisates verlustfrei möglich.